# 핏 보스
핏 보스(pit boss) 또는 핏 매니저(pit manager)는 카지노에서 종사하는 직업의 한 종류이다. 카지노의 경영 조직 체계에서, 가장 맨 위에 있는 감독자를 의미한다.